# Fort Gerharda w Świnoujściu

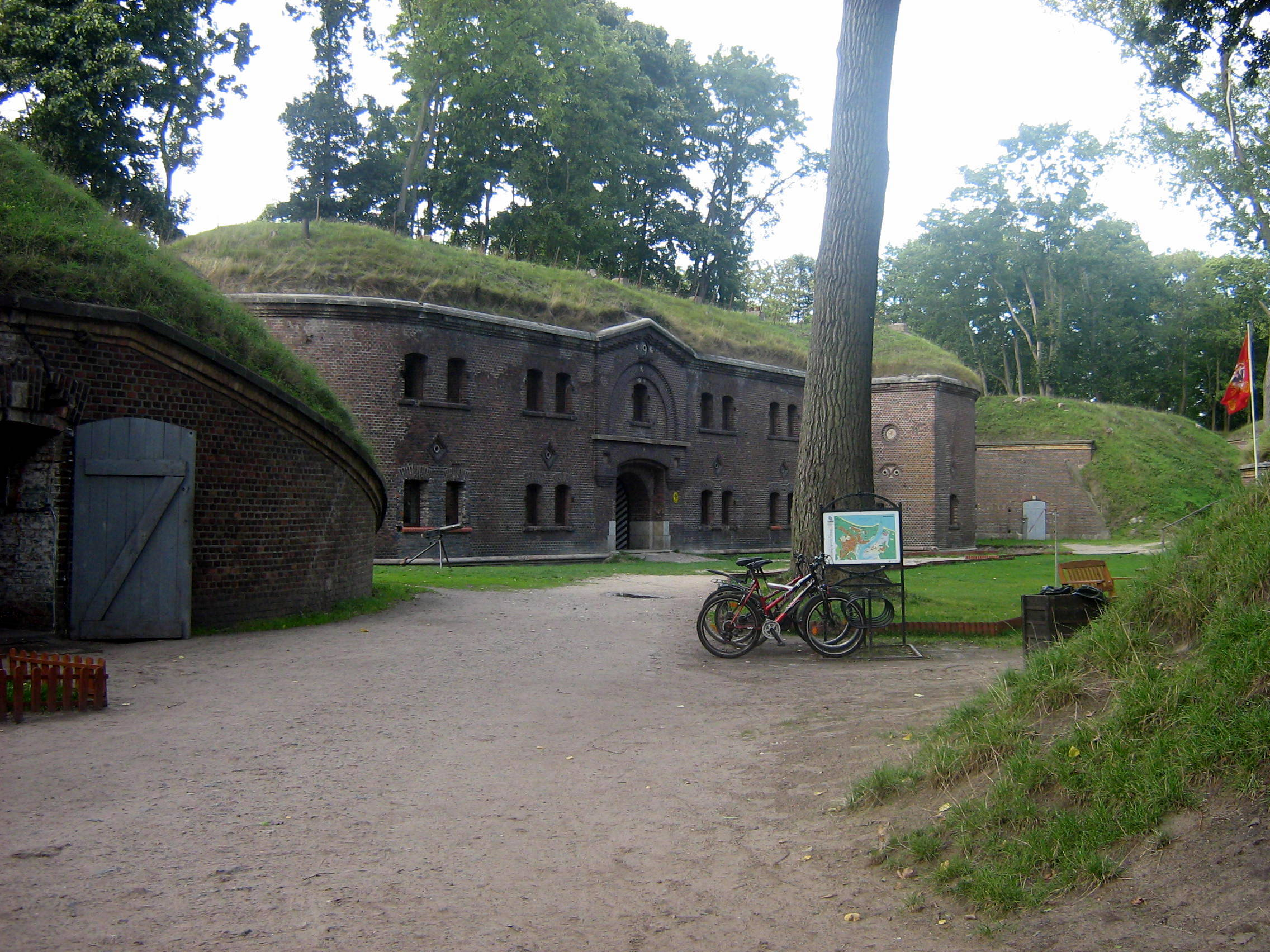
Centralny Budynek Fortu

Fort Gerharda, zwany również Fortem Wschodnim lub Werk II (dzieło nr 2) – jeden z fortów Twierdzy Świnoujście. Położony jest we wschodniej części Świnoujścia, w dzielnicy Warszów, na wyspie Wolin, w pobliżu latarni morskiej.

## Historia
Fort należy do najlepiej zachowanych do obecnych czasów pruskich nadbrzeżnych fortów artyleryjskich w Europie. Położony na wyspie Wolin, administracyjnie należy do Świnoujścia. Powodem budowy fortów w Świnoujściu był incydent, do którego doszło podczas I wojny prusko-duńskiej, kiedy to w 1848 roku duńska fregata zablokowała Świnę na kilka miesięcy, powodując przy tym duże straty związane z brakiem możliwości handlu. Po zakończeniu blokady Prusy od razu podjęły środki, aby ta sytuacja się nie powtórzyła i rozpoczęto budowę twierdzy. Fort Wschodni wybudowany został w latach 1848–1859, przeznaczony do obrony portu oraz cieśniny Świny przed nieprzyjacielską flotą. Pierwotnie dzielił się na dwie części: dzieło (niem. Werk) oraz baterię artyleryjską.
Zadaniem baterii artyleryjskiej znajdującej się w północno-wschodniej części fortyfikacji było ostrzeliwanie wrogich okrętów wroga, chcących zablokować wejście do ważnej strategicznie cieśniny Świny (wiodącej dalej na Zalew Szczeciński i portu Szczecina). Uzbrojona była w pruskie armaty ładowana odprzodowo, osłaniane przez wały ziemne.
Dzieło Fortu stanowiła dwukondygnacyjna redita otoczona mokrą fosą, półkaponiera oraz dwie kaponiery. Jej zadaniem było odpieranie potencjalnego ataku desantujących się sił wroga. Uzbrojona w 25 armat 12-funtowych umieszczonych w kazamatach artyleryjskich, znajdujących się na obu piętrach budynku. Dodatkowo redita posiadała strzelnice karabinowe skierowane na dziedziniec dzieła.  

### Przebudowy
Po wygranej przez Prusy wojny prusko-francuskiej, w latach 1876–1877 rozpoczęto przebudowę fortu korzystając z funduszy stanowiących reparacje wojenne otrzymane od Francji. Zrezygnowano z podziału fortyfikacji na dwie części (bateria i dzieło) tworząc jedną spójną całość, otoczoną nową mokrą fosą o długości ponad 800 metrów. Głównym uzbrojeniem fortu stały się potężne armaty umiejscowione na nowo usypanych tarasach artyleryjskich, przekierowując w ten sposób uwagę obrońców bardziej na północ. Dolny taras artyleryjski wyposażono w 4 armaty produkcji Kruppa kalibru 15 cm Ring Kanone C/72 na podstawie fortecznej, górny taras natomiast w 7 armat 21 cm (Niemcy podawali kaliber armat w centymetrach). Wybudowano dodatkowe magazyny amunicyjne. Przebudowano również budynek redity, z którego usunięto wszelkie uzbrojenie przekształcając ją na budynek koszarowy. Dawne strzelnice poszerzono i wstawiono okna, aby polepszyć komfort bytowania żołnierzy.
Fort uzbrojony był również w artylerię polową i później w karabiny maszynowe. Na południowym i północnym odcinku fosy zbudowano 2 schrony strzeleckie połączone podziemnymi tunelami z dziedzińcem fortu. Z kolei na przełomie XIX i XX doprowadzono łączność telegraficzną oraz kolej wąskotorową.
Fortyfikacja ta początkowo obsadzona była przez piechurów i artylerzystów w sile batalionu ok. 300 ludzi. Po I wojnie światowej obiekt przeszedł pod zarząd niemieckiej marynarki wojennej, pełniąc jednocześnie rolę pomocniczą aż do końca II wojny światowej. Po wojnie używany przez Sowietów, od 1962 r. przekazany miastu. Od opuszczenia obiektu przez Armię Radziecką przez kilka lat pełnił funkcje magazynów, a później został opuszczony. W 2001 roku został wydzierżawiony przez fascynatów, którzy na jego terenie prowadzą jedną z najciekawszych inicjatyw związanych z tzw. żywą historią. W Forcie rezyduje historyczny komendant Twierdzy Morskiej, a po całym obiekcie oprowadzają przebrani w pruskie mundury studenci. Od 2010 roku w forcie ma swoją siedzibę Muzeum Obrony Wybrzeża.

## Zwiedzanie

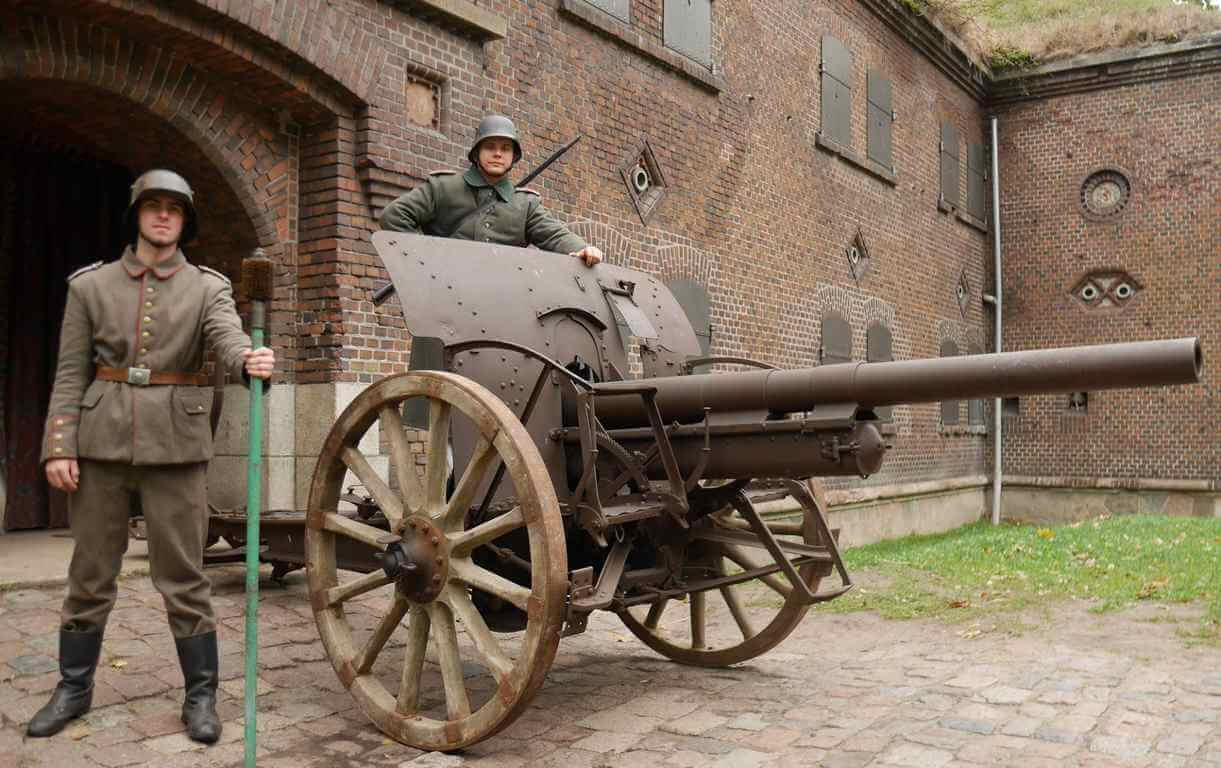
Niemiecka armata polowa 7,7 cm FK 16 w Forcie Gerharda

Fort można zwiedzać od 11 sierpnia 2011 roku. Można w nim zobaczyć jedna z najlepiej zachowanych w Europie ław artyleryjskich czyli ciągu kamienno-ceglanych stanowisk dla dział nabrzeżnych kalibru 150 mm i 210 mm z zachowanymi reliktami różnych typów mocowań armat. 
Redita pełniła jednocześnie rolę obiektu koszarowego fortu. Nad wejściem umieszczono dwa kamienie granitowe z datą ukończenia budowy. W stropie przy wejściu dwa szyby windy do transportu dział na piętro oraz mniejszej windy amunicyjnej. W jej wnętrzu znajduje się największe prywatne muzeum w Polsce posiadające kolekcję ponad 3000 eksponatów umiejscowionych na 5 wystawach: „Bóg wojny – artyleria”; „Historia Świnoujścia”; „Fortowa kuchnia”; „Zbrojownia” oraz „Broń systemu Kałasznikowa 1947-2019”.
Na północnym i południowym odcinku fosy znajdują się dwie kaponiery, które są połączone z fortem podziemnymi tunelami.
Na placu musztry można zobaczyć wrak transportera Sd.Kfz. 7/2, który został wyciągnięty z morza, w okolicach Dziwnowa (Pomorze Zachodnie) w 2006 roku.

## Galeria

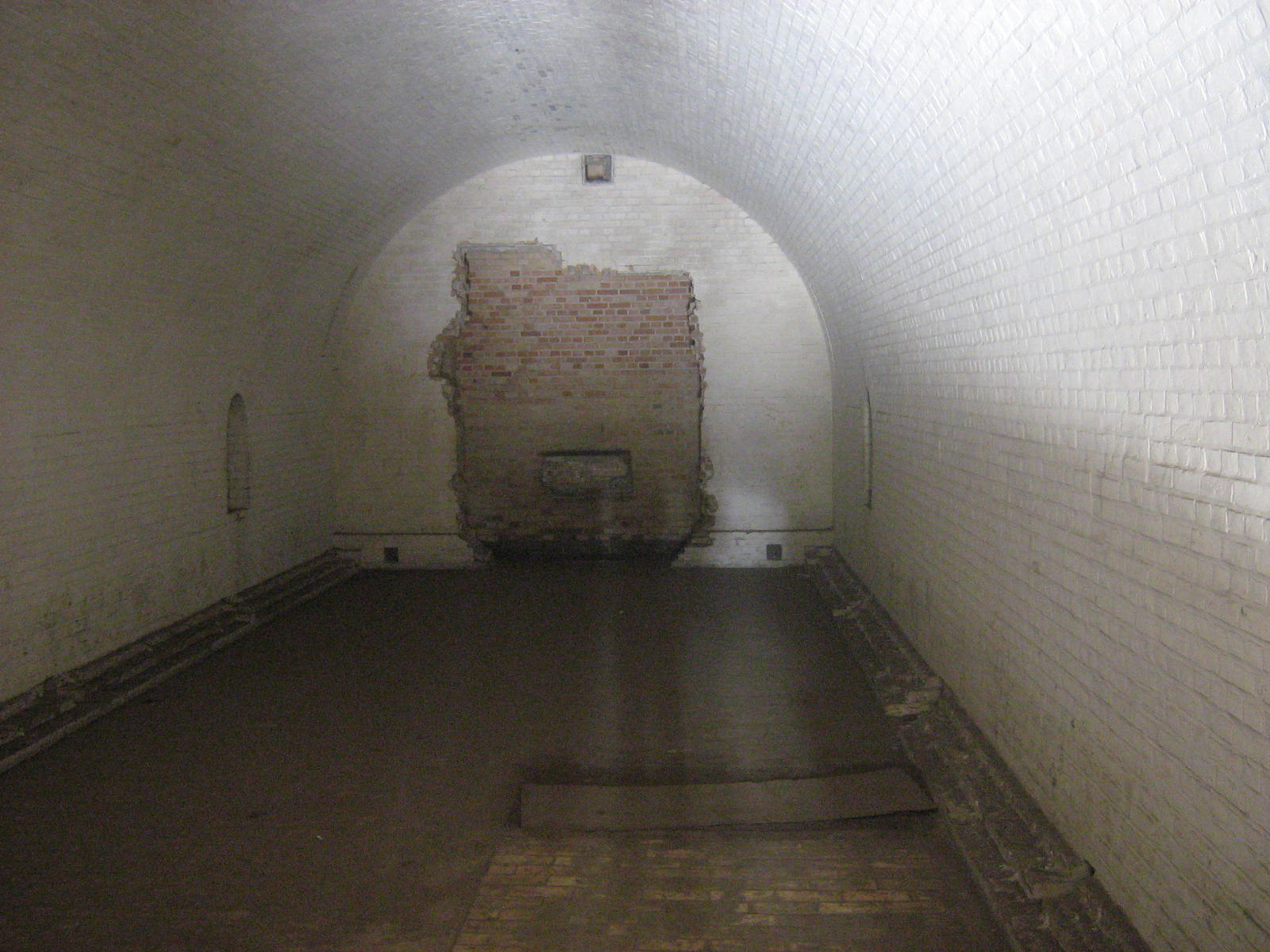
Główna prochownia
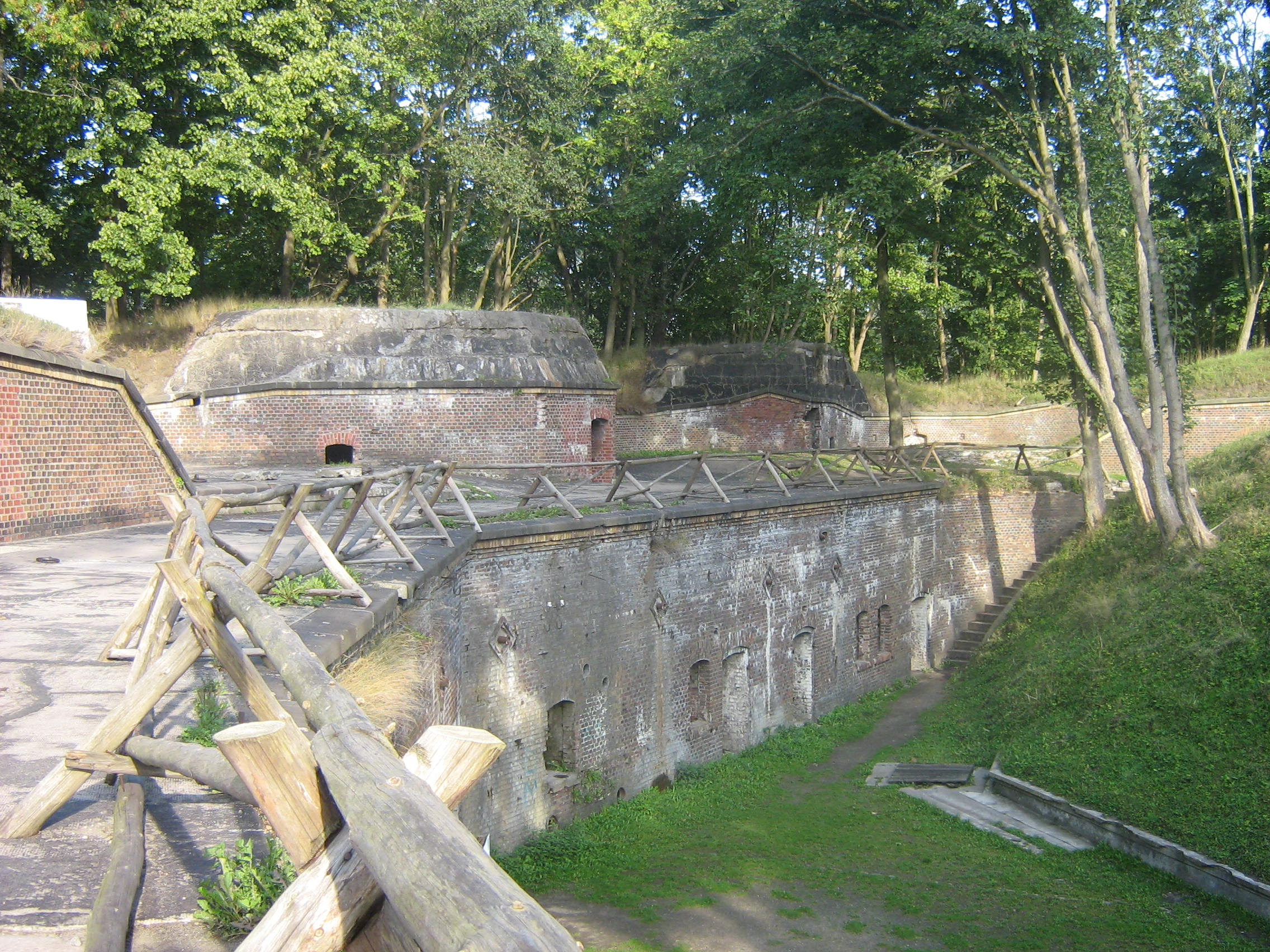
Kazamaty
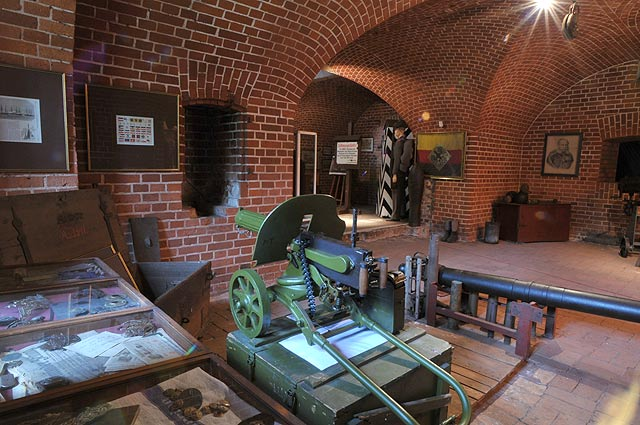
Wnętrze Muzeum w reducie Fortu
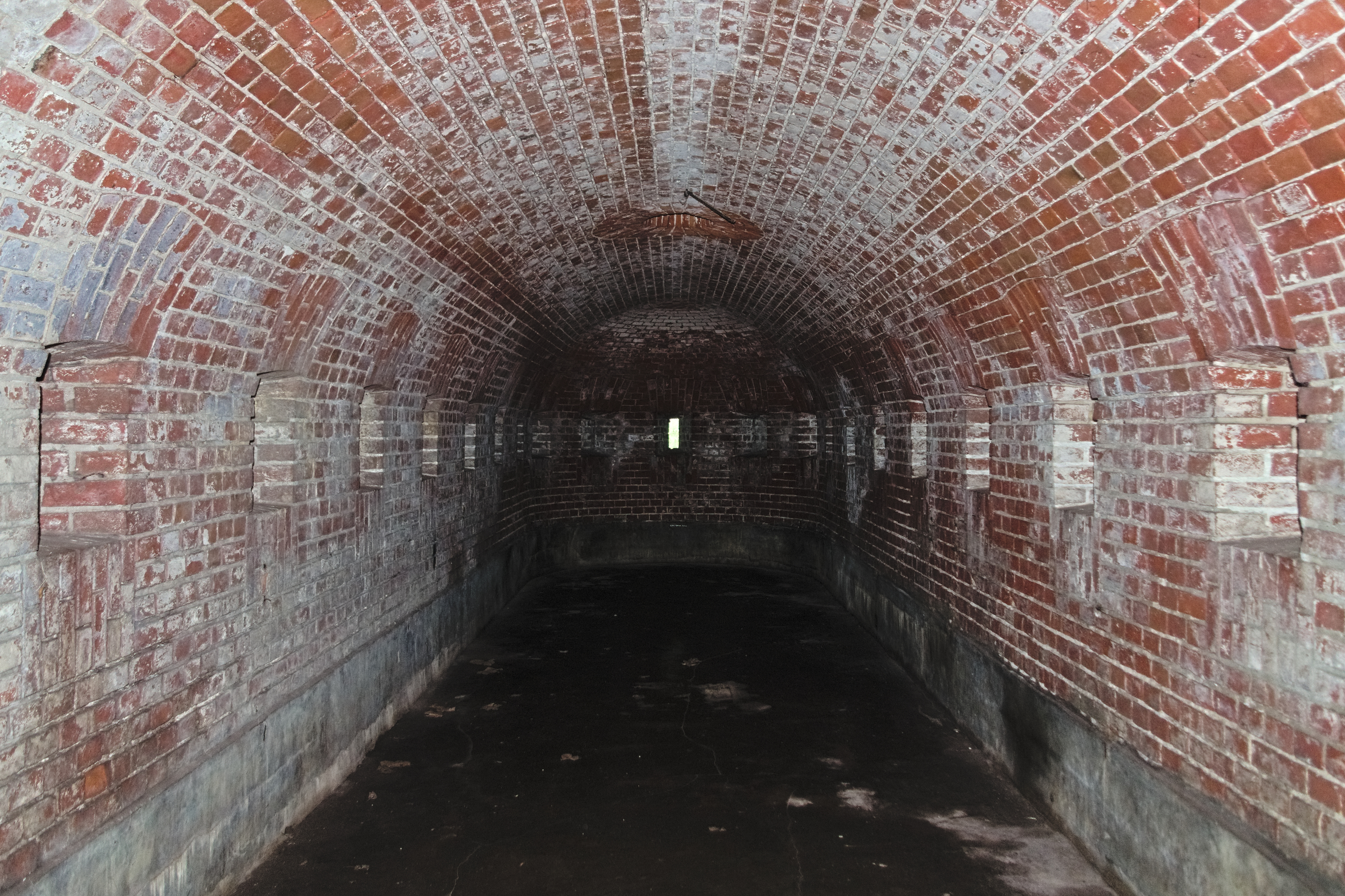
Kaponiera północno-wschodnia
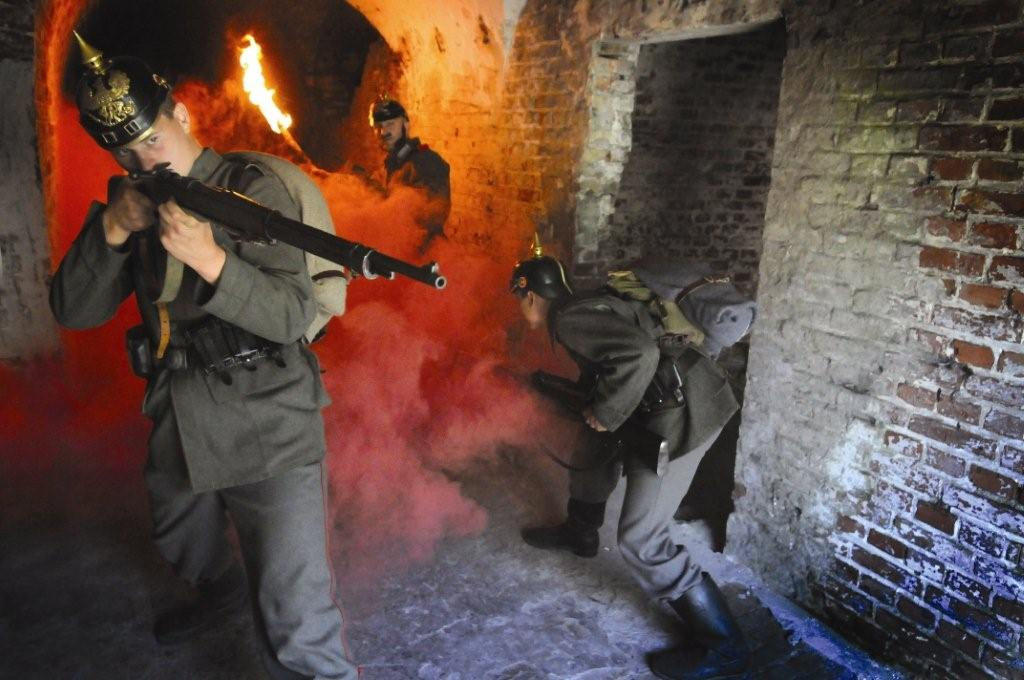
Grupa rekonstrukcyjna w kazamatach Fortu Gerharda